# Agaricomycetes
Agaricomycetes is een botanische naam, voor een klasse van paddenstoelen. Volgens de Index Fungorum [21 maart 2008] is de samenstelling de volgende:
- klasse Agaricomycetes
  - onderklasse Agaricomycetidae
  - onderklasse Phallomycetidae

Alsook de volgende ongeplaatste ordes (incertae sedis): Auriculariales, Cantharellales, Corticiales, Gloeophyllales, Hymenochaetales, Phanerochaetales, Polyporales, Russulales, Sebacinales, Thelephorales, Trechisporales.
Alsook de volgende ongeplaatste geslachten (incertae sedis): Akenomyces – Arthrodochium – Arualis – Blasiphalia - Cenangiomyces – Cilicia – Corticomyces – Cruciger – Dacryopsida – Dendrosporomyces – Ellula – Fibrillaria – Fibulochlamys – Fibulocoela – Fibulotaeniella – Geotrichopsis – Gloeosynnema – Glomerulomyces – Glutinoagger – Intextomyces – Jacobia – Leifia – Minostroscyta – Myxodochium – Nyctalina – Pagidospora – Pycnovellomyces – Riessia – Riessiella – Scopulodontia – Titaeella – Trechinothus – Tricladiomyces – Trimitiella – Tubulicrinopsis